# Шваненштадт
Шваненштадт (нем. Schwanenstadt) — город  в Австрии, в федеральной земле Верхняя Австрия. 
Входит в состав округа Фёклабрук.  Население составляет 4238 человек (на 31 декабря 2005 года). Занимает площадь 3 км². Официальный код  —  41738.

## Экономика
Предприятие "Рейнметалл ваффе муницион аргес" в городе Шваненштадт (входящее в состав германской корпорации "Рейнметалл") специализируется на производстве артиллерийских боеприпасов крупного и среднего калибра. Завод является мировым лидером по выпуску 40-мм снарядов и ручных гранат с бризантным ВВ, а также компонентов ручных гранат.

## Политическая ситуация
Бургомистр коммуны — Карл Штаудингер (АНП) по результатам выборов 2003 года.
Совет представителей коммуны (нем. Gemeinderat) состоит из 25 мест.
- АНП занимает 9 мест.
- СДПА занимает 9 мест.
- Партия PUM занимает 4 места.
- АПС занимает 3 места.